# 資本市場
資本市場（しほんしじょう）とは金融市場の一つであり、企業の設備投資や運転資金などといった企業資本の売買が行われている市場。これは主に株式や社債の証券市場を指して用いられていることが多いが、長期貸出金市場も含められている。かつては企業の長期資金のみが資本市場で扱われていたものの、国債や公債の発行額が増加してきたことから資本市場ではこれらの証券も扱われるようになっている。